# مدرسة باول العسكرية

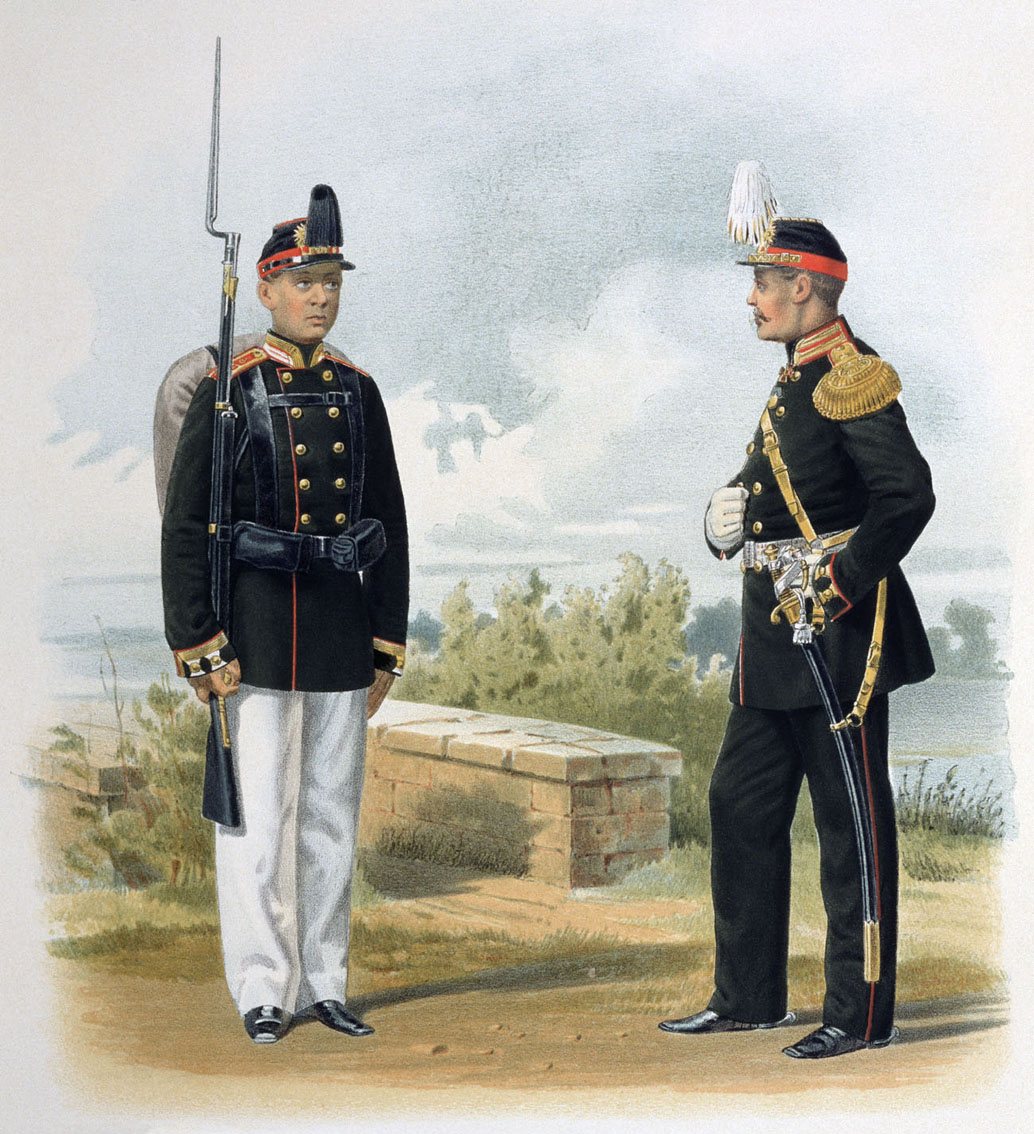

مدرسة باول العسكرية ((بالروسية: Павловское военное училище)‏)، (Pavlovskoye uchilishchevoennoye) (تترجم أيضا مدرسة بافلوفسك العسكرية أو كلية بافلوفسك العسكرية) هي مدرسة عسكرية في سانت بطرسبرغ بروسيا أنشئت في عام 1863 على أساس مدرسة فيلق كاديت. اغلقت في نوفمبر 1917 بعد ثورة أكتوبر.
سميت على اسم الإمبراطور باول الأول من روسيا. مع مرور الزمن اخذت الأسماء التالية : (1829-1863—Павловский кадетский корпус ؛ 1863-1894—1 - е военное Павловское училище ؛ 1894—نوفمبر 1917—Павловское военное училище.